# کاستیاداس
کاستیاداس (به ایتالیایی: Castiadas) یک کومونه در ایتالیا است که در استان کالیاری واقع شده‌است.

## خصوصیات
کاستیاداس ۱۰۲٫۳ کیلومترمربع مساحت و ۱٬۵۰۷ نفر جمعیت دارد و ۶۰ متر بالاتر از سطح دریا واقع شده‌است.